# 鉢嶺七奈
鉢嶺 七奈（はちみね なな、1991年7月31日 - ）は、東京都出身の女優（元子役）。元ファイブ☆エイト所属。身長158cm、血液型O型。琉球舞踊が得意。
姉は鉢嶺杏奈。

## 経歴

### TV
- 燃えろ!!ロボコン第46話（テレビ朝日）
- 月曜ドラマスペシャル ブラックジャック2 天才女医のウェディングドレス（TBS）
- スカイパーフェクTV! けんたろうとミクのワイワイキッズ（キッズステーションなど）
- 月曜ドラマスペシャル 弁護士迫まり子の遺言作成ファイル3「秘密」（TBS） - 迫みな子（少女時代） 役
- 忍風戦隊ハリケンジャー（テレビ朝日） - リカ 役
- 女と愛とミステリー「伊豆・竜宮伝説殺人事件」 （テレビ東京）
- 虹色定期便箱根編（NHK教育） - 増井まり子 役

### CM
- ツクダオリジナル「ピングーファーストママシリーズ」・「ドリンクバー」
- 日本公文教育研究会
- アイリスオーヤマ
- 日本マクドナルド「シャボン玉とばし編」
- 日本アイ・ビー・エム
- バンダイ「ハローキティスクールノートブック」
- エバラ食品工業「どんぶり食亭」
- イオン「ジュニアシューズ」
- エポック社「ミニモニ。ダンスだぴょん」

### スチル
- イトーヨーカ堂 社内報
- 日鉄不動産
- 日本コカコーラ
- 京王百貨店（パンフレット）
- 扶桑レクセル（パンフレット）

### 舞台
- ワイワイフェスティバル（中野サンプラザ）